# ルディ・ジェストゥード
ルディ・フィリップ・ミシェル・カミーユ・ジェストゥード（Rudy Philippe Michel Camille Gestede、1988年10月10日 - ）は、フランス・ムルト＝エ＝モゼル県エッセイ＝レ＝ナンシー出身の元プロサッカー選手。元ベナン代表。現役時代のポジションは、フォワード。

## 経歴

### クラブ
16歳でFCメスの下部組織に入団。翌年、Bチームに昇格しプロ契約を結んだ。2007年にトップチームに昇格したが、余り出番を得られず2011年に退団。
2011年夏、セビージャでシーズン前キャンプをしていたカーディフ・シティFCでトライアルを受けた。7月23日、メディカルチェックを経てカーディフと正式に契約を結んだ。
2013年11月26日、シーズン終了までのレンタルでブラックバーン・ローヴァーズFCに加入。2014年1月1日、同様にレンタルで加入していたトム・ケアニーとともにブラックバーンに完全移籍。4月には21日のバーミンガム・シティFC戦で初ハットトリックを達成するなど、7試合で6ゴールをマーク。この活躍からリーグの月間MVPを受賞した。
2015年7月31日、プレミアリーグのアストン・ヴィラFCに移籍。契約は5年で移籍金は600万ポンド。
2017年1月4日、プレミアリーグのミドルズブラFCに600万ポンドで移籍。
2020年11月25日、メルボルン・ビクトリーFCに移籍した。
2021年、パネトリコスFCに2年契約で移籍した。
2021年10月30日、エステグラルFCに2年契約で移籍した。
2023年、現役引退を表明した。

### 代表
年代別代表ではフランス代表としてプレーしていたが、A代表はベナン代表に変更した。

## 人物
ベナンおよびアメリカにルーツを持つ。既婚者で子どもが一人いる。

## タイトル

### クラブ
カーディフ
- フットボールリーグ・チャンピオンシップ: 2012-13

エステグラル
- ペルシアン・ガルフ・プロリーグ: 2021-22